# Георг Яблуков
Гео́рг Яблуков (нім. Georg Jablukov; нар. 22 березня 1972, Донецьк, Українська РСР) — німецький хокейний арбітр, один із трьох професійних арбітрів Німецької хокейної ліги (DEL) з січня 2009 року.

## Кар'єра
Георг Яблуков дебютував як головний арбітр у вищій німецькій хокейній лізі 9 вересня 2007 року, обслуговуючи матч між командами Дуйсбург та ЕРК Інгольштадт. До цього він багато років працював лінійним арбітром. Після участі в програмі підготовки арбітрів Німецької хокейної ліги берлінський адвокат у січні 2009 року став другим активним професійним арбітром Німеччини нарівні з Даніелем Пєхачеком.
Як лінійний арбітр Яблуков брав участь у трьох юніорських чемпіонатах світу. Як головний арбітр він обслуговував один чемпіонат світу в другому Дивізіоні, а також був номінований на юніорський чемпіонат світу 2009 року в США та Лігу чемпіонів з хокею 2009/10.